# Президентские выборы в Словакии (2009)
Президентские выборы в Словакии 2009 года состоялись 21 марта (I тур) и 4 апреля (II тур). Во втором туре уверенную победу одержал действующий глава государства Иван Гашпарович, являющийся членом небольшого Движения за демократию, но поддержанный двумя правящими партиями — «Курс — социальная демократия» и Словацкой национальной партией.
В выборах участвовало 7 кандидатов. Явка на выборах составила 43,6 % в первом туре и 51,7 % во втором.

## Результаты
| Кандидат           | Фото | Партия                                        | Первый тур        | Второй тур          |
| ------------------ | ---- | --------------------------------------------- | ----------------- | ------------------- |
| Иван Гашпарович    |      | Движение за демократию                        | 876 061 (46,71 %) | 1 234 787 (55,53 %) |
| Ивета Радичова     |      | Словацкий демократический и христианский союз | 713 735 (38,05 %) | 988 808 (44,47 %)   |
| Франтишек Миклошко |      | Христианско-демократическое движение          | 101 573 (5,42 %)  | —                   |
| Зузана Мартинакова |      | Свободный форум                               | 96 035 (5,12 %)   | —                   |
| Милан Мельник      |      | Движение за демократическую Словакию          | 45 985 (2,45 %)   | —                   |
| Дагмара Боллова    |      | Беспартийная                                  | 21 378 (1,14 %)   | —                   |
| Милан Сидор        |      | Коммунистическая партия Словакии              | 20 862 (1,11 %)   | —                   |